# 桂川甫策
桂川 甫策（かつらがわ ほさく、天保3年（1832年） - 明治23年（1890年）10月19日）は、幕末から明治の洋学者・医師・化学者。
桂川甫賢の次男で、蘭学の家として知られる桂川家の8代目。幼名辰次郎（達次郎）後に甫策。本姓は中原、諱は国幹（くにもと）。字は和春。号は淳斎。

## 略歴
- 1832年（天保3年）江戸築地に生まれる [1]。
- 1855年（安政2年）「和蘭字彙」の改訂･編集を始める。後に足立寛や柳河春三、石井謙道なども参画[2]。
- 1862年（文久2年12月）宇都宮三郎の推挙で蕃書調所教授手伝出役兼化学[3]。
- 1863年（文久3年）蕃書調所が開成所と改称されて教授手伝出役（蘭学化学二科教授方、仏学教授出役）となる。「官板元素通表」が開成所の教材となる[4]。9月辻理之助（後の辻新次）が開成所精錬方世話心得に任じられる[5]。
- 1865年（慶応元年）ジャパンタイムスを「日本新聞」、ジャパンヘラルドを「日本新聞外編」に訳出する[6]。4月ロシア留学生市川文吉の壮行会に出席し、オランダ語で送別文を贈る[7][8]。
- 1866年（慶応2年）9月辻理之助が開成所化学教授手伝並出役。
- 1867年（慶応3年）クーンラート・ハラタマKoenraad W.Gratamaが江戸へ出てきて、９月開成所内の新しい理化学校の建設工事が始まるが、上野戦争勃発により頓挫する。この間、ハラタマより伝習を受ける[9]。
- 1868年（明治元年）御一新により兄桂川甫周は江戸へ残って隠棲し、甫策が家名を継ぐ。10月19日西周らと沼津へ移り[10]、「徳川家兵学校」の化学方教授となる。
- 1869年（明治2年）1月「徳川家兵学校」は「沼津兵学校」と改称され化学方となるが、後にこの化学方が閉鎖されて「沼津病院」の三等医師となる[11][12]。「化学入門　初編」が出版され、これは上等小学の化学の教科書として指示される[13]。
- 1870年（明治3年）沼津から上京し、大学南校の化学教授となる。
- 1872年（明治5年）太政官正院八等翻訳御用。文部省少翻訳官。
- 1873年（明治6年）加藤宗吉ともに私学「開物学舎」の開学願書を提出する。宇都宮三郎らとともに化学を教授[14]。
- 1877年（明治10年）西南戦争を契機にして、公職を退き翻訳に専念する。
- 1881年（明治14年）牛込区天神町の甫策宅で兄桂川甫周が没する。
- 1890年（明治23年）10月19日没。享年59。長男甫安が家名を継ぐ。芝二本榎の上行寺に葬られる（後に伊勢原市へ移転）。法名秋蘭日芳

## 家族・知人
- 父は幕府奥医外科法眼の桂川甫賢国寧、叔父に幕府番医外科の鹿倉以安格正。
- 兄は7代目甫周。甫周に男子がなかったため（女子には今泉みねがいる）、弟の甫策を養って8代目とした[15][16]。
- 姉に大奥で御中﨟を務めた桂川てや[17]。
- 弟は幕府陸軍副総裁を務めた藤沢次謙（国謙））、義弟に軍艦奉行木村芥舟がいる[18][19]。
- 蕃書調所以来の同僚に辻新次がいる[20][21]。
- 交流した人物には、宇都宮三郎の他に荒井郁之助、石井謙道、大隈重信、大築尚志、川本幸民、佐沢太郎、杉田玄端、杉山親(安親）、竹原平次郎（石橋八郎）、田口卯吉、坪井信良，西周、松本良甫、三崎尚之（嘯輔）、箕作麟祥、柳河春三らがいる。

## 著書
- 官板法朗西単語篇（１８６２）
- 法朗西文典字類（１８６６）
- 官許英吉利単語篇（１８６６）
- 英仏単語篇注解（１８６７）
- 英仏単語便覧（１８６８）
- Deutsche Grammatik（ドイツ語文法）（年未詳）
- 重訳化学通覧（１８６１）
- 官板元素通表（１８６３）
- 化学入門 初編･後編･外編（１８６７～１８７３）
- 化学新論問答（１８７５）
- 小学用書理学提要 初編・二編（１８７３）加藤宗甫訳・桂川甫策閲
- 試験階梯（１８７４）三崎尚之訳･桂川甫策校
- 器械撮説（１８７５）加藤宗甫訳・桂川甫策閲
- 火薬新論（刊年未詳）石橋八郎訳・桂川甫策閲